# とおりゃんせ (諫山実生の曲)
『とおりゃんせ』は、諫山実生の13枚目のシングル。

## 解説
童謡「通りゃんせ」をモチーフに、儚くも美しき四季の詩を歌う。カップリングには中尾ミエの「片想い」（オリジナルは槇みちる）のカバーをピアノ弾き語りで収録している。

## 収録曲
1. とおりゃんせ
  - 作詞・作曲：諫山実生／編曲：井上鑑
2. 片想い
  - 作詞：安井かずみ／作曲：川口真／編曲：諫山実生
3. とおりゃんせ（カラオケ）